# Unbezähmbare Angélique
Unbezähmbare Angélique ist ein Spielfilm des Regisseurs Bernard Borderie aus dem Jahr 1967. Er entstand als französisch-deutsch-italienische Koproduktion. Der Film ist der vierte Teil der Filmreihe nach den Romanvorlagen Angélique von Anne Golon.

## Handlung
Angélique hat von König Ludwig XIV. erfahren, dass ihr erster Ehemann Jeoffrey de Peyrac noch lebt und nicht auf dem Scheiterhaufen verbrannt wurde. Sie fährt mit Meister Savary gegen den Willen des Königs in den Süden Frankreichs. Dort erpresst sie den Herzog de Vivonne, sie auf seinem Schiff mitzunehmen, ansonsten würde sie erzählen, dass Vivonnes Schwester Madame de Montespan Verbindungen zu okkultistischen Kreisen hat.
Vor Sardinien wird das Schiff vom Rescator angegriffen, einem Piraten, der alle Schiffe des französischen Königs kapert. Angélique weiß nicht, dass es sich bei dem maskierten Piraten in Wirklichkeit um Joffrey handelt und springt ins Wasser, um entfliehen zu können. Meister Savary wird vom Rescator gerettet und offenbart ihm kurz bevor er stirbt, dass sich auf dem gekaperten Schiff Angélique befunden hatte.
Unterdessen wird Angélique von d’Escrainville aufgegriffen, einem Edelmann, der wegen einer Frau in die Verbannung geschickt wurde und sich nun an allen Frauen rächen will. Er vergewaltigt Angélique und sperrt sie auf seinem Schiff zu verurteilten Piraten. Ein Mann von d’Escrainvilles Besatzung schlägt vor, Angélique als Sklavin zu verkaufen, weil sie eine hohe Summe bringen würde. Unterdessen kommt Joffrey an Bord und bietet d’Escrainville an, Angélique freizukaufen. Da dieser aber Joffrey hasst, behauptet er, Angélique nie gesehen zu haben. Stattdessen bringt er sie später auf einen Sklavenmarkt, wo Angélique für eine hohe Summe ersteigert wird. Sie ergibt sich in ihr Schicksal. Der Käufer ist jedoch ein Bote von Joffrey und bringt sie zu ihm auf sein Schloss. Dort sind beide endlich wieder vereint. Aber d’Escrainville rächt sich, legt Feuer auf Joffreys Schiff und entführt Angélique.

## Hintergrund
Der Film erzählt nur den ersten Teil der Romanvorlage Unbezähmbare Angélique. Während im Buch auch die Gefangenschaft Angéliques im Harem und die anschließende Flucht erzählt wird, zeigt der Film nur die Suche nach Jeoffrey de Peyrac. Die Fortsetzung der Handlung des Romans wird erst in Angélique und der Sultan, dem nächsten Teil der Filmreihe, gezeigt. Anders als im Film gibt sich der Rescator im Roman nicht sofort als Jeoffrey zu erkennen, sondern erst in Band 6 Angélique und Ihre Liebe.
Die Kostüme wurden von Rosine Delamare entworfen, die Ausstattung stammt von Robert Giordani. Der Film kam am 22. Oktober 1967 in die französischen Kinos, Filmstart in Deutschland war am 15. Dezember 1967.
Nach einer Veröffentlichung auf VHS-Video sind die Filme der Angélique-Reihe seit 2007 in der französischen Originalversion und seit 2012 auch in einer fünfteiligen DVD/Blu-Ray-Box auf Deutsch erhältlich.
2013 entstand unter dem Titel Angélique eine Neuverfilmung, die auf den ersten vier Bänden der Neuveröffentlichung von 2008 basiert.
Nach den Romanen von Anne Golon entstanden auch die türkischen Filme Anjelik Osmanli saraylarinda (1967) und Anjelik ve Deli Ibrahim (1968).

## Kritiken
„Die Phantasie der Drehbuchautoren war in diesem vierten Teil der Serie unbezähmbar. Aber Rücksichtnahme auf historische Authentizität wäre vielleicht auch zu viel verlangt. Fazit: Treibholz auf dem Meer der Leidenschaft“

„Auch der vierte Teil der profillosen Romanverfilmung bringt keine Vertiefung des Stoffes, dagegen eine gehäufte Darstellung von brutalen und zum Teil scheußlichen Aktionen. Wertlos und für Jugendliche wie Erwachsene in jeder Hinsicht überflüssig.“